# Maria Valtat
Pour les articles homonymes, voir Valtat.
Maria Valtat (née Maria Layma le 20 janvier 1895 à Tauriac, Lot, et morte le 16 juin 1977 au Blanc-Mesnil) est une résistante française. Membre du parti communiste français (PCF), elle fut membre du comité départemental de Libération de l'Yonne, puis adjointe au maire d'Auxerre puis du Blanc-Mesnil.

## Biographie
Née à Tauriac, petit village du Lot, en 1895, elle épouse Louis Valtat, fonctionnaire des PTT, membre fondateur du syndicat CGT Poste et demeurant à Saint-Léger-Vauban (Yonne). Ils participent au congrès de Tours en 1920. Ils ont un enfant, Marcel, né le 6 mars 1923 à Paris 13e.
Elle fait partie du mouvement Amsterdam-Pleyel, créé par Henri Barbusse et Romain Rolland contre la guerre en 1932, avec André Durand, l'instituteur qui est aussi membre de ce mouvement et adhère au parti en 1933. Il est dans la même cellule que Maria et Armand Simonnot à Saint-Brancher.

### La Résistance
À l'arrivée des Allemands dans le canton, le 17 juin 1940, Maria Valtat, responsable communiste, est envoyée avec plusieurs femmes, Berthe Gilbert, Madame Noël, Irène Balin et d'autres, dans un camp d'internement français du Sud-Ouest. Elles rentrent rapidement.
À la fin de 1940, son époux étant interné, elle prend contact avec la Résistance dans la zone libre. De retour dans l'Yonne, elle crée les premiers groupes de résistants de l'Avallonnais : Quarré-les-Tombes, Saint-Agnan, Saint-Brancher, Saint-Brisson, Avallon. Elle est membre de l'Organisation spéciale (OS) du Parti communiste et reçoit chez elle, à Saint-Léger-Vauban, René Roulot qui a la responsabilité politique du département de l'Yonne et Armand Simonnot, dit « Théo », qui habite lui à la Provenchère, hameau de Saint-Léger et deviendra le chef du maquis Vauban. La création du Front national de Résistance et l'attaque de l’URSS le 22 juin 1941, entraînent un accroissement des actions du PCF. Aux environs du 15 août a lieu une importante distribution de tracts communistes à Auxerre. Des opérations de police décidées par Joseph Bourgeois, préfet de l'Yonne, et exécutées par les commissaires René Grégoire et Chanterelle, éclaircissent provisoirement, mais sérieusement les rangs de la Résistance locale. En décembre 1941, René Roulot abandonne sa responsabilité politique de l'Yonne. Jean-Pierre Ringenbach, dit « Gaston », le remplace, il s'installe dans la banlieue de Troyes et prend contact avec Maria Valtat à Avallon. Le 1er ou le 2 février, il est arrêté ; les documents saisis permettent à la police de démanteler toute la Résistance de la région. Maria Valtat échappe à l’arrestation, Jean-Pierre Ringenbach qu'elle a soigné auparavant ne l'a pas dénoncée.
Au printemps de 1942, Marcel Mugnier, dit « Albert », descend de Paris pour diriger les groupes armées du Front National. Il a comme point de chute l'adresse et le nom de Maria Valtat. Elle crée le Front national de la Résistance dans l'Avallonnais, en sollicitant le sous-lieutenant de Saint-Agnan, Marcel Maugé, dit « Max », pour organiser ce mouvement à Saulieu et Saint-Brisson. Il est arrêté le 15 mars 1943[réf. incomplète].
Maria Valtat forme le premier groupe à Saint-Léger-Vauban avec l'aide de Berthe Gilbert (dite « Betty »), des familles Ravereau, de Jean Rimbert et des Couhault, d'Armand Simonnot (dit « Théo »), de Jean Couhault, de Charles Ravereau, de René Rimbert et de Luc Poupée. Puis elle forme un second groupe à Avallon. Elle met sur pied diverses opérations de récupération d'armes parachutées et leur transport vers les maquis, avec l'aide d'Armand Simonnot. Berthe Gilbert à Avallon prend contact avec Henri Cretté, commerçant, ancien du PSF du colonel François de La Rocque, et la famille Santigny, qui tenait un hôtel-restaurant. Madame Sicre à Avallon faisait le relais en direction de Quarré-les-Tombes. 
Maria Valtat participe également à diverses opérations de sabotage, d'affichage contre les réquisitions et de distribution de tracts. Avec Simonnot, ils avaient pris sous leur direction, un groupe de républicains espagnols arrivés en France lors de la Retirada, qui les aidaient, sur les renseignements d'un garde forestier, à récupérer des armes abandonnées en forêt en 1940. Engagée volontaire dans ces troupes des soldats de l'ombre qui deviennent les Francs-tireurs et partisans (FTP) en mars 1942, elle échappe de peu à la Gestapo. 
Le 13 juin 1942, elle marie son fils Marcel à Saint-Léger-Vauban, lorsque trois officiers allemands arrivent. Ils n'arrêtent personne, mais délivrent une mise en garde, allant jusqu'à donner le nom  de la personne ayant dénoncé. La veuve P. Maria, prudente, décide quelques jours plus tard de rentrer dans la clandestinité. Ce secteur de Saint-Léger-Vauban est un repaire de collaborateurs où agissent les Kieffer au moulin de Ruères, où les occupants ont pris leurs quartiers, ainsi que les Müller de La Bécasse à Saint-Léger.
Le 1er septembre 1942, elle passe aux travers des mailles d'une souricière tendue par la Gestapo et s'échappe en Côte-d'Or, où elle entre dans la clandestinité. C'est dans le canton de Fontaine-Française, qu'elle forme le premier groupe francs-tireurs et partisans de ce département. Puis elle fonde celui de Saulieu. Le 30 décembre 1942, elle participe au déraillement d'un convoi militaire allemand au lieu-dit La Combe-aux-Fées, à Plombières-lès-Dijon, dans la banlieue de Dijon. 
En janvier 1943, elle est nommée comme responsable militaire provisoire dans l’Aube, où elle crée de nouveaux groupes de francs-tireurs et partisans et, jusqu'au 30 avril 1943, elle a la responsabilité interrégionale de la formation des groupes FTP de la Côte-d'Or, de Saône-et-Loire, de l'Yonne de l'Aube et de la Marne.
En mai 1943, elle a un contact avec Louis Philippot (dit « Antoine »), du maquis Vauban. À cette date elle est encore responsable interrégionale jusqu'à la fin du mois de mai 1943. Ce maquis compte trente huit maquisards le 15 octobre 1943 et cent quatre vingt deux en mai 1944. Après avoir échappé de nouveau de justesse à la Gestapo, la direction militaire du Parti l'affecte au Comité militaire national à Paris, dirigé à cette époque, entre autres, par Charles Tillon, Albert Ouzoulias et Georges Bayer. Elle y est l'adjointe du colonel René Paul Camphin (dit « Baudoin »), au service national des liaisons et transmissions du Comité militaire national des FTP. Elle fait la liaison entre ce comité et les différents chefs des réseaux de Résistance de son secteur. Prenant de grands risques, elle est connue des services de la police allemande qui n'ont de cesse de la traquer. Elle mène ses missions à bien grâce à son sang-froid et son courage, elle sauve in extremis son chef et une partie des membres du comité de la capture par la Gestapo. Elle se trouve sur le quai de la gare de Laroche-Migennes le jour du transfert de Berthe Gilbert vers la prison de Fresnes. Dans son wagon, celle-ci lui montre ses mains menottées derrière la vitre. Maria a compris et s'enfuit rapidement. Son fils Marcel est arrêté cette année-là et emprisonné à la prison de la Santé d'où il s'évadera.
C'est elle qui commande les opérations d'insurrection du 3e arrondissement de Paris dans le secteur de la rue de Bretagne. Elle est alors lieutenant des Forces françaises de l'intérieur (FFI).
De retour dans l'Yonne au début du mois de septembre 1944, elle est nommée vice-présidente du comité départemental de Libération et devient conseillère municipale d'Auxerre. L'hiver 1944 est très froid, il tombe jusqu'à 40 centimètres de neige. Elle appelle Simonnot à Auxerre pour l'aider à constituer les dossiers des FTP tombés au combat. Ils y travaillent quinze mois. Marcel Valtat, le fils de Maria, propose à Simonnot de devenir garde du corps de Charles Tillon.

### Après guerre
Après le lynchage du commissaire Marsac à Dijon le 15 février 1945, elle est membre de la direction du PCF icaunois et écrit un article dans le no 24 (de quel journal ?) daté du 23 février 1945 : « Il faut qu'on nous entende, il faut qu'on fasse justice si on veut éviter le retour de pareils incidents, il faut juger, vite et bien. » Sous-entendant que certains trouveraient un intérêt au renouvellement de pareils incidents qui, en supprimant Marsac, ont sans doute sauvé ses complices.
Elle publie une lettre dans le journal Le Progrès, en date du 6 juin 1948, pour prendre la défense d'Émile Philippot qu'elle décrit comme « un héros sans peur et sans reproche. » C'est une femme déterminée qui affirme : « Nous ne laisserons pas … Nous n'admettons pas … ». Elle finit par : « Les Français, j'entends les vrais Français, ont suffisamment souffert et rougi de la délation organisée, de la cupidité encouragée et de toutes les vengeances personnelles et politiques. Ils en ont assez, ils veulent vivre libres, ils ne vivront jamais à genoux, confiance mon cher Émile, la justice triomphera. »
Elle témoignera à charge contre René Grégoire à son procès en 1945, tout comme Roland Souday, André Cornillon, Robert Bailly, autres responsables influents du Parti communiste. Lucien Prost est secrétaire fédéral, assisté de Maria Valtat et René Millereau chef de maquis (connu sous le nom du commandant « Max ») qui apporte son soutien à Philippot.
En 1952, elle s'établit au Blanc-Mesnil, localité où un des membres de sa famille est déjà installé. Elle y sera élue conseillère municipale de 1959 à 1971, puis deviendra maire-adjointe jusqu'en 1972. Elle s'occupe des affaires sociales, du logement et du troisième âge.

## Décorations
- Chevalier de la Légion d'honneur à titre militaire[Quand ?] ;
- Croix de guerre 1939–1945 avec palmes ;
- Médaille de la Résistance française (décret du 31 mars 1947)[8].

## Hommages
- la ville du Blanc-Mesnil a donné son nom à une maison de retraite ;
- la RATP a donné son nom à un arrêt de bus de la ligne no 148.